# Società recupero crediti
Le società di recupero crediti sono soggetti specializzati nella gestione di pacchetti di crediti in sofferenza di proprietà di soggetti terzi, che normalmente sono banche, società finanziarie e società telefoniche.
Tali società normalmente sono focalizzate sull'attività di recupero crediti stragiudiziale il quale consiste nel sollecitare insistentemente il debitore con telefonate, missive di messa in mora e visite esattoriali.  Normalmente guadagnano trattenendo una percentuale variabile tra il 7,5 e il 20% sulle somme recuperate, ultimamente tuttavia si stanno affermando aziende che svolgono tale attività senza richiedere alcuna percentuale.
Per svolgere l'attività di recupero crediti è necessaria una speciale licenza che viene rilasciata dalla prefettura.